# جونيوس بروتوس ستيرنز
جونيوس بروتوس ستيرنز (بالإنجليزية: Junius Brutus Stearns)‏ هو رسام أمريكي، ولد في 1810 في أرلينغتون في الولايات المتحدة، وتوفي في 16 سبتمبر 1885 في بروكلين في الولايات المتحدة بسبب حادث مرور.